# Казериц
Казериц или Ко́зарцы (нем. Caseritz; в.-луж. Kozarcyо файле) — деревня в Верхней Лужице, Германия. Входит в состав коммуны Кроствиц района Баутцен в земле Саксония. Подчиняется административному округу Дрезден.

## География
Находится примерно в пятистах метрах северо-западнее от административного центра коммуны деревни Кроствиц. Поблизости от южной части деревни проходит автомобильная дорога К 9230.
Соседние населённые пункты: на севере — административный центр коммуны Реккельвиц, на юге — деревня Стара-Цыгельница коммуны Паншвиц-Кукау и на западе — деревня Вудвор.

## История
Впервые упоминается в 1327 году под наименованием Kosericz. В средние века деревня принадлежала женскому монастырю  Мариенштерн.
С 1957 года входит в состав современной коммуны Кроствиц.
В настоящее время деревня входит в состав культурно-территориальной автономии «Лужицкая поселенческая область», на территории которой действуют законодательные акты земель Саксонии и Бранденбурга, содействующие сохранению лужицких языков и культуры лужичан.
Исторические немецкие наименования
- Kosericz, 1327
- Kozericz, 1350
- Kozericz, 1374
- Kosseritz, 1545
- Caseritz, Coseritz, 1791

## Население
Официальным языком в населённом пункте, помимо немецкого, является также верхнелужицкий язык.
Согласно статистическому сочинению «Dodawki k statisticy a etnografiji łužickich Serbow» Арношта Муки в 1884 году в деревне проживало 79 человека (из них — 77 серболужичанина (98 %)).
Лужицкий демограф Арношт Черник в своём сочинении «Die Entwicklung der sorbischen Bevölkerung» указывает, что в 1956 году при общей численности в 39 человек серболужицкое население деревни составляло 87,2 % (из них верхнелужицким языком владело 25 взрослых и 9 несовершеннолетних).
| 1834 | 1871 | 1890 | 1910 | 1925 | 1939 | 1946 | 1950 | 2005 | 2010 | 2015 | 2018 |
| ---- | ---- | ---- | ---- | ---- | ---- | ---- | ---- | ---- | ---- | ---- | ---- |
| 67   | 69   | 59   | 57   | 62   | 41   | 69   | 64   | 45   | 44   | 44   | 46   |